# António de Castro Xavier Monteiro
António de Castro Xavier Monteiro (São João Baptista de Airão, Guimarães, 1 de Dezembro de 1919 — Lamego, 13 de Agosto de 2000) foi um intelectual e bispo católico, bispo de Lamego entre 1972 e 1995, que para além das suas actividades pastorais se dedicou à pintura, à música, à literatura e à investigação histórica.

## Biografia
Nascido numa pequena comunidade rural, foi ordenado sacerdote em 15 de Agosto de 1942. A 22 de Fevereiro de 1964 foi nomeado bispo coadjutor de Vila Real em Portugal, com o título eclesiástico de bispo de Ombos. Em 3 Fevereiro de 1966 ele foi nomeado bispo auxiliar do patriarca de Lisboa e e elevado a arcebispo titular de Mitilene.
Foi um dos participantes do Concílio Vaticano II, sendo nomeado pelo papa Paulo VI, a 1 de Julho de 1972, como bispo da Diocese de Lamego, no norte de Portugal. Exerceu aquele cargo até 5 de Janeiro de 1995, data em que passou a bispo emérito.
Faleceu na condição de bispo emérito de Lamego a 13 de Agosto de 2000, com 80 anos de idade. O bispo D. António Xavier Monteiro é lembrado na toponímia de Guimarães, a sua cidade natal.